# Dům čp. 21 (Janov)
Dům čp. 21 je na katastrálním území obce Janov v okrese Bruntál. Dům je příkladem zděné lidové architektury z 19. století, je chráněna jako kulturní památka od roku 1958 a je zapsaná do Ústředního seznamu kulturních památek ČR.

## Popis
Dům je samostatně stojící zděná přízemní budova postavena na obdélném půdorysu zakončena sedlovou střechou krytá plechem, dříve břidlicí. Je orientována štítovým průčelím do náměstí, které má tři okenní osy. Fasáda je hladká, dříve byla zdobena nárožními lizénami a lizénami zavěšenými na korunní římsu. Ve štítu jsou dvě okna a po stranách malá okénka s půlkruhovým zakončením, v horní části je další okno. Na hospodářské stavení navazovala stodola, která je zbořena. V interiéru jsou místnosti zaklenuty valeně s lunetami a pruskou plackou. O domě je první písemná zmínka o koupi z roku 1793. Přestavbami v druhé polovině 20. století je hodně poznamenán.